# Липова (Словаччина)
Липова (словац. Lipová) — село в Словаччині, Бардіївському окрузі Пряшівського краю. Розташоване в північно-східній частині Словаччини в Низьких Бескидах в долині Липівки (словац. Lipovka).
Вперше згадується у 1567 році.
В селі є греко-католицька церква з 1872 року.

## Населення
| Рік:            | 1993 | 2003    | 2013     | 2023    |
| --------------- | ---- | ------- | -------- | ------- |
| Кількість осіб: | 102  | 92      | 78       | 81      |
| Різниця:        |      | -9,80 % | -15,21 % | +3,84 % |

| Рік:            | 2022 | 2023 |
| --------------- | ---- | ---- |
| Кількість осіб: | 81   | 81   |
| Різниця:        |      | +0 % |

В селі проживає 73 осіб.
Національний склад населення (за даними останнього перепису населення — 2001 року):
- словаки — 90,43%
- русини — 7,45%
- чехи — 1,06%

Склад населення за приналежністю до релігії станом на 2001 рік:
- греко-католики — 87,23%,
- православні — 6,38%,
- римо-католики — 3,19%,
- не вважають себе віруючими або не належать до жодної вищезгаданої церкви — 3,19%

## Релігія
В селі Липова з давніх часів існує громада Словацької греко-католицької церкви.Їхня чисельність за підрахунками 2001 року становить 87.23%. В 1872 році місцеві парафіяни з Божою допомогою спорудили храм.Друга за численністю громада в селі Липова - православна. З роками православ'я на цих землях розвивалось. На теперішній час 6.38% людей вважають себе православними християнами. Найменша громада села - це громада Римо-католицької церкви. За недавною статистикою їх у селі становить 3.19%.[джерело?]